# Collégiale Saint-Barthélemy de Liège
Pour les articles homonymes, voir Église Saint-Barthélémy.
La collégiale Saint-Barthélemy est l'une des sept anciennes collégiales de la ville de Liège, en Belgique. Elle est caractéristique de l'imposant style ottonien de la fin du XIe siècle aux dernières années du XIIe siècle avec ses tours jumelles de modèle rhénan. Restaurée une première fois en 1876, elle est rénovée entre 1999 et 2006 avec ses couleurs d'origine. L'intérieur, en baroque français, abrite les fonts baptismaux de Saint-Barthélemy, un chef-d'œuvre de l'art mosan. 

## Situation
La collégiale Saint-Barthélemy est bâtie en dehors des murs de la cité. L'entrée se trouve du côté sud place Saint-Barthélemy, la façade[Laquelle ?] rue Saint-Barthélemy, le côté nord place Crève-Cœur, et le chœur rue Saint-Thomas.

## Historique

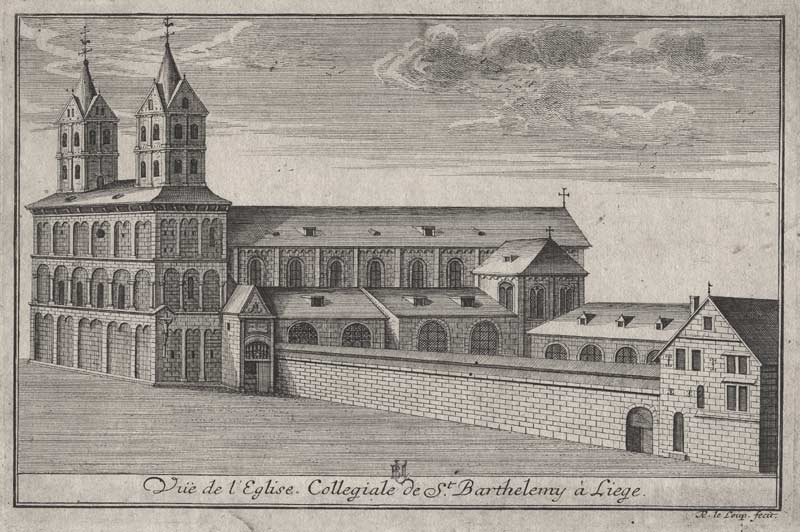
La collégiale Saint-Barthélemy, gravure par Remacle Le Loup vers 1740

Alors en dehors de l'enceinte de la cité, fondée en 1010 par Godescalc de Morialmé, grand prévôt de la cathédrale Saint-Lambert de Liège, la collégiale Saint-Barthélemy est bâtie à l'emplacement d'une église dédiée à saint Servais où reposaient les corps des saints Garius et Ulbert, et dotée d'un chapitre de douze chanoines. La collégiale est consacrée en 1015 par Balderic II,, successeur de Notger. Après 1025, l'évêque Réginard ajoute huit chanoines à ceux qui existaient déjà. En 1043, l'évêque Wazon en porte le nombre à trente par la fondation de dix nouvelles prébendes.

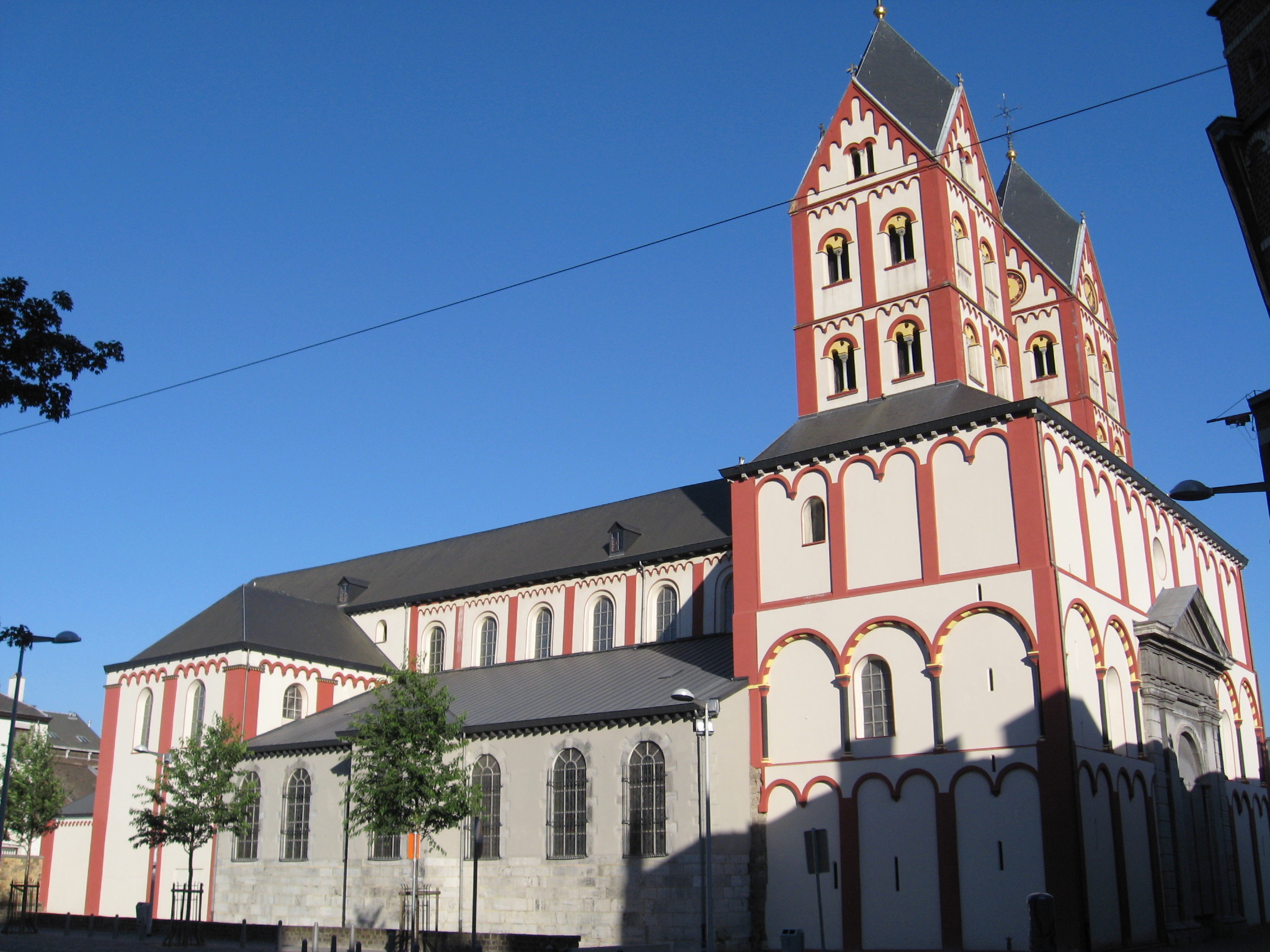
Façade Nord, Place Crèvecœur

Dans une charte de 1078, Hermengarde, parente de l’évêque de Liège Henri de Verdun, dote la collégiale de deux moulins, deux brasseries et vingt censitaires à Waremme. Le chapitre de Saint-Barthélemy levait aussi les dîmes de Vieux-Heverlé.
En 1236, le chapitre Saint-Barthélemy stipula, en donnant à ferme un terrain situé à Liège, que, si on y trouvait du charbon, l'exploitation se ferait aux frais du propriétaire et de l'occupant.
Mathieu Laensbergh, chanoine de Saint-Barthélemy serait, vers l'an 1600, le premier auteur de l'Almanach de Liège.
Saint-Barthélemy était une des sept collégiales liégeoises (Saint-Pierre, Sainte-Croix, Saint-Paul, Saint-Jean, Saint-Denis, Saint-Martin). La collégiale Saint-Barthélemy disparaît en 1797, comme toutes les autres collégiales. Après la suppression du chapitre des chanoines, l'église est transformée en magasin militaire ; elle est rendue au culte en 1803, en tant qu'église paroissiale.

## Description

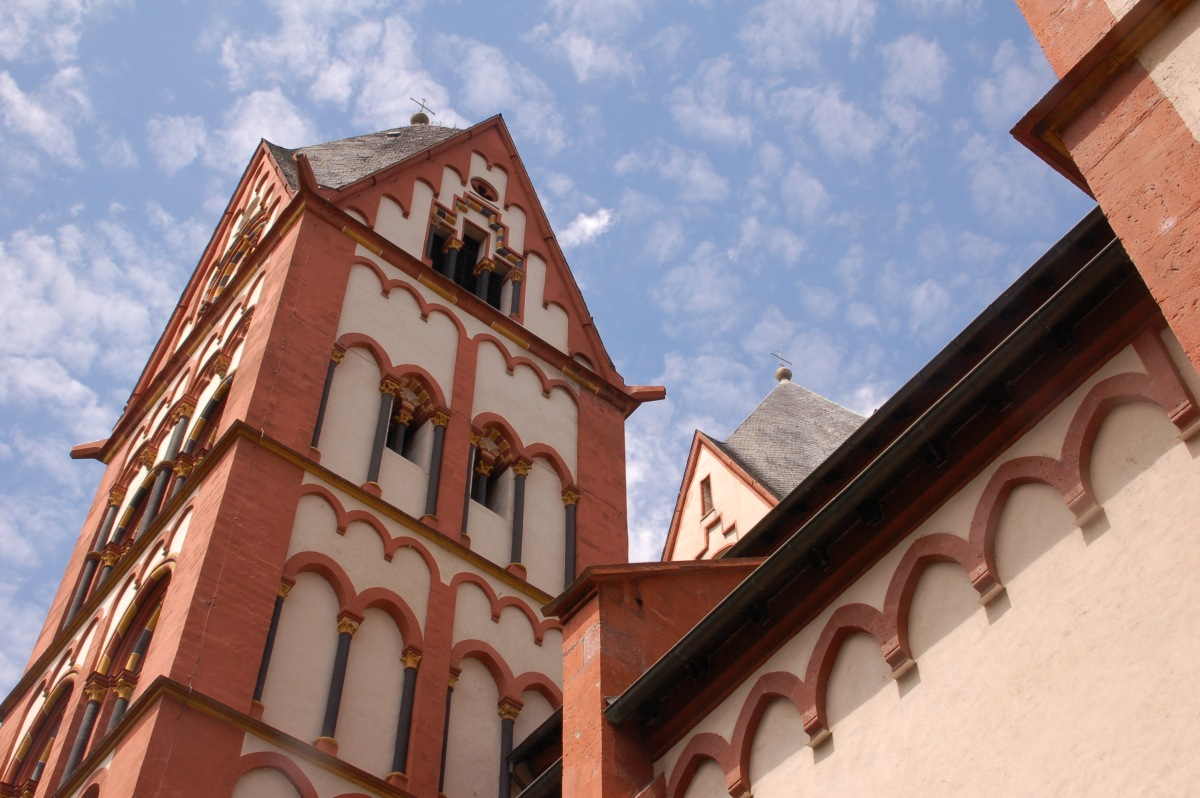
Dom de Limburg an der Lahn, de style ottonien rhénan construite vers 1190, restaurée en 1968 avec ses couleurs primitives

Fondée en dehors des murs de la cité, la collégiale Saint-Barthélemy de Liège, caractéristique de l'imposant style ottonien, fut édifiée de la fin du XIe siècle (le chevet) aux dernières années du XIIe siècle (massif occidental, avec ses tours jumelles de modèle rhénan reconstruites en 1876) et connut, comme la plupart des édifices religieux, de nombreuses modifications au cours des siècles. Néanmoins le caractère roman mosan de Saint-Barthélemy est resté profondément ancré dans son architecture. Au XVIIIe siècle, on ajouta deux nefs, on perça le massif occidental d'un portail néo-classique réalisé par Jacques-Barthélemy Renoz et on décora l'intérieur en baroque français. L'intérieur du massif occidental a été restauré dans le style roman original.
Une tribune d'orgue gothico-renaissante qui proviendrait de la collégiale et signée Salmier 1598 se trouve à l'église Saint-Martin de Quenast.
Jusqu'en 1701, la voûte de cette église était en bois à cette époque elle est voûtée en briques ainsi que plusieurs autres églises de Liège.

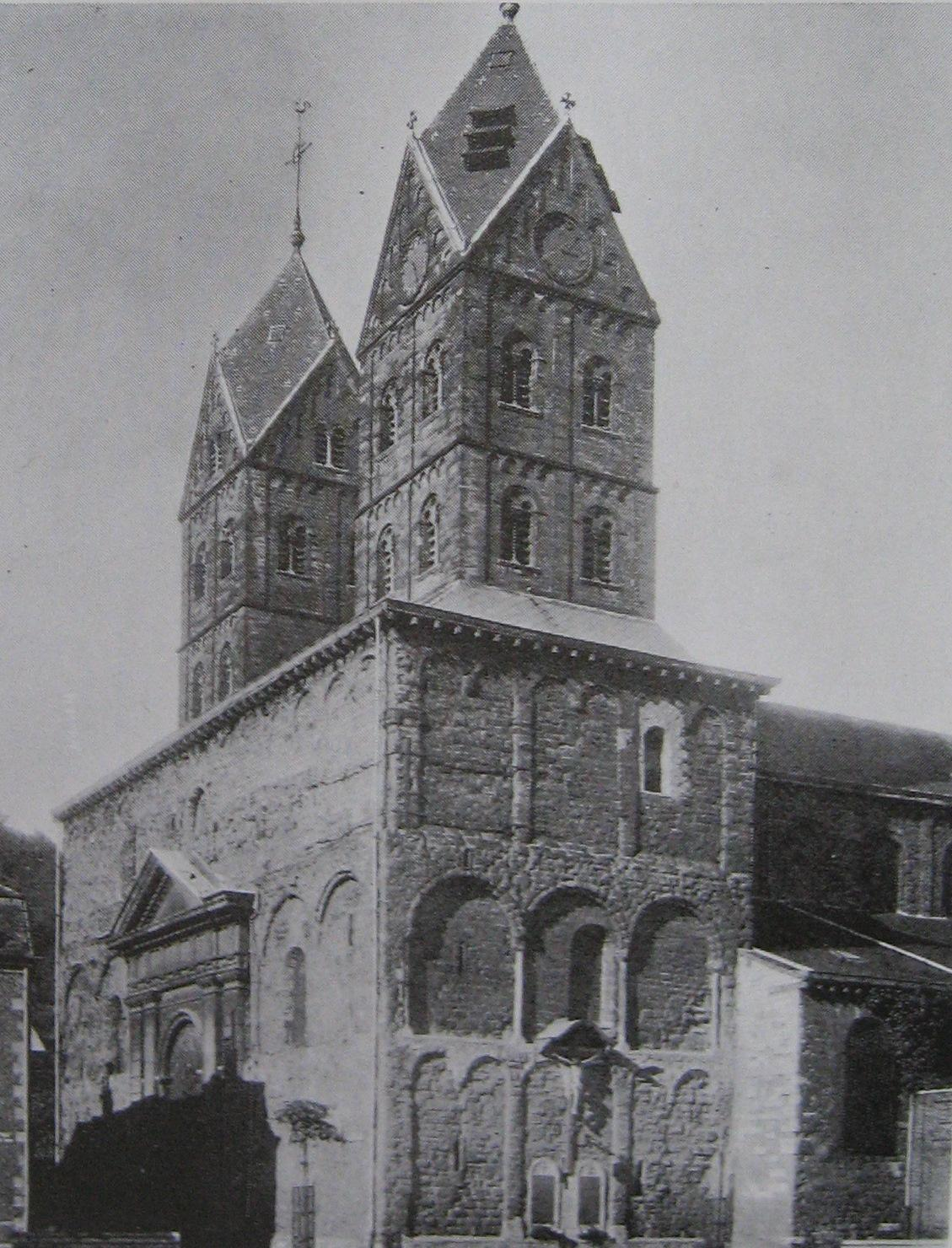
État fort dégradé de la Collégiale Saint-Barthélemy en 1900

Après sept ans de travaux, près de 10 000 pierres remplacées et la polychromie des murs restaurée, le 28 mars 2006, l'église a été inaugurée après ces travaux de rénovation très lourds. La place contiguë a été également rénovée et rendue piétonnière.

### Patrimoine artistique
L’église abrite de nombreuses œuvres d’art, notons surtout un tableau du peintre liégeois Bertholet Flémal, La Glorification de la Sainte-Croix, un chef-d'œuvre du Liégeois Englebert Fisen, Le Crucifiement ainsi que la statue de saint Roch réalisée par Renier Panhay de Rendeux (1684-1744).

### Orgue
Construit entre 1848 et 1851 par la maison Merklin & Schütze, l'orgue compte 40 jeux répartis sur 3 claviers et un pédalier. Il fut inauguré le 7 janvier 1852, par MM. Petitpierre (organiste à Neuchâtel) et Duguet (organiste à la cathédrale Saint-Paul). Cet instrument, chef-d’œuvre décisif dans la carrière de Joseph Merklin, illustre le défi de renouveau que connut la facture d'orgues en Belgique au début de la période romantique. Il a été restauré entièrement par la Manufacture d'orgues Schumacher d'Eupen en 2013.

### Carillon
Le carillon, une des rares pièces réalisées par Matthias van den Gheyn, provient de l'abbaye du Val-Saint-Lambert où il avait été installé en 1774. La collégiale Saint-Barthélemy acquiert le carillon et l'horloge de l'abbaye en 1804 après la destruction de celle-ci lors de la Révolution. Ceux-ci[Quoi ?] sont installés en juin 1807. Ce carillon de 38 cloches va fonctionner jusqu'en 1945. Une cloche sortie des ateliers Causard est ajoutée en 1897.
Le carillon subit une première révision à l’occasion de l’exposition universelle de 1930. Il est démonté en 1976, pour des raisons liées à la stabilité de la tour de l'horloge (tour sud). 
Le carillon subit une profonde rénovation entre 2004 et 2014. Il est démonté et restauré par Royal Eijsbouts. La cloche Causard quitte alors sa tour dans l’attente de son installation éventuelle en tant que cloche de volée et est exposée dans le bras nord du transept de la collégiale. Douze nouvelles cloches sont ajoutées portant ainsi l’instrument à 50 cloches pour un total de 7 802 kg et le bourdon pèse 900 kg.
En juin 2007, le carillon a fêté le bicentenaire de sa remise en fonction. Il faut gravir 340 marches pour l'atteindre. 
Début 2017, les cloches de volée ne sont pas encore installées dans la tour.
Un nouveau clavier, placé dans une pièce insonorisée de la tour sud, est couplé à un système pneumatique qui remplace le tambour programmable et qui permet de jouer automatiquement les mélodies du carillon.
Le carillon sonne l'Angélus à 8 heures et à midi.

### Les fonts baptismaux

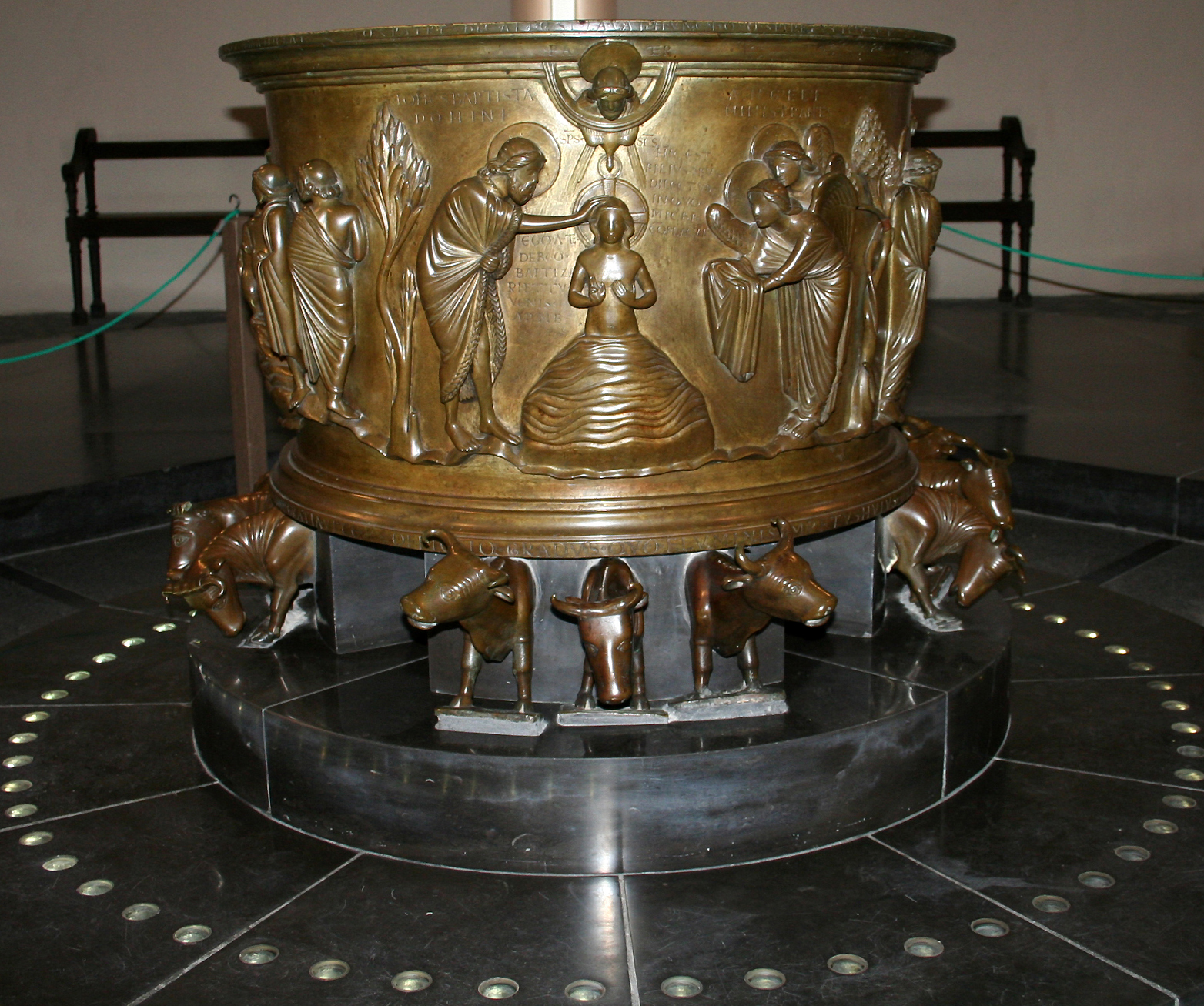
Fonts baptismaux de Notre-Dame à Saint-Barthélemy

La collégiale Saint-Barthélemy abrite en son sein un véritable chef-d'œuvre d'art Mosan, tant sur le plan esthétique que sur le plan technique. Les passionnés d'art Mosan disent d'eux qu'ils sont une des sept merveilles de Belgique : les fonts baptismaux de Saint-Barthélemy.

### Index des artistes
Liste chronologique des artistes ayant travaillé à l'église Saint-Barthélemy, ou dont une œuvre se trouve dans l'église.
- Bertholet Flémal (1614-1675), peintre
  - Tableau représentant l'exaltation de la croix
- Englebert Fisen (1655-1733), peintre
  - Tableau représentant une Crucifixion
- Cornélis Vander Veken (1666 -1740), sculpteur
  - Maître-autel (1706)
- Théodore-Edmond Plumier (1671-1733), peintre
- Renier Panhay de Rendeux (1684-1744), sculpteur
- Jacques Vivroux (1703-1777), sculpteur
  - Statue en bois de deux archanges
- Guillaume Evrard (1709-1793), sculpteur
- Antoine-Pierre Franck (1723-1796), sculpteur
- Jacques Dieudonné (1949-), sculpteur

## Galerie

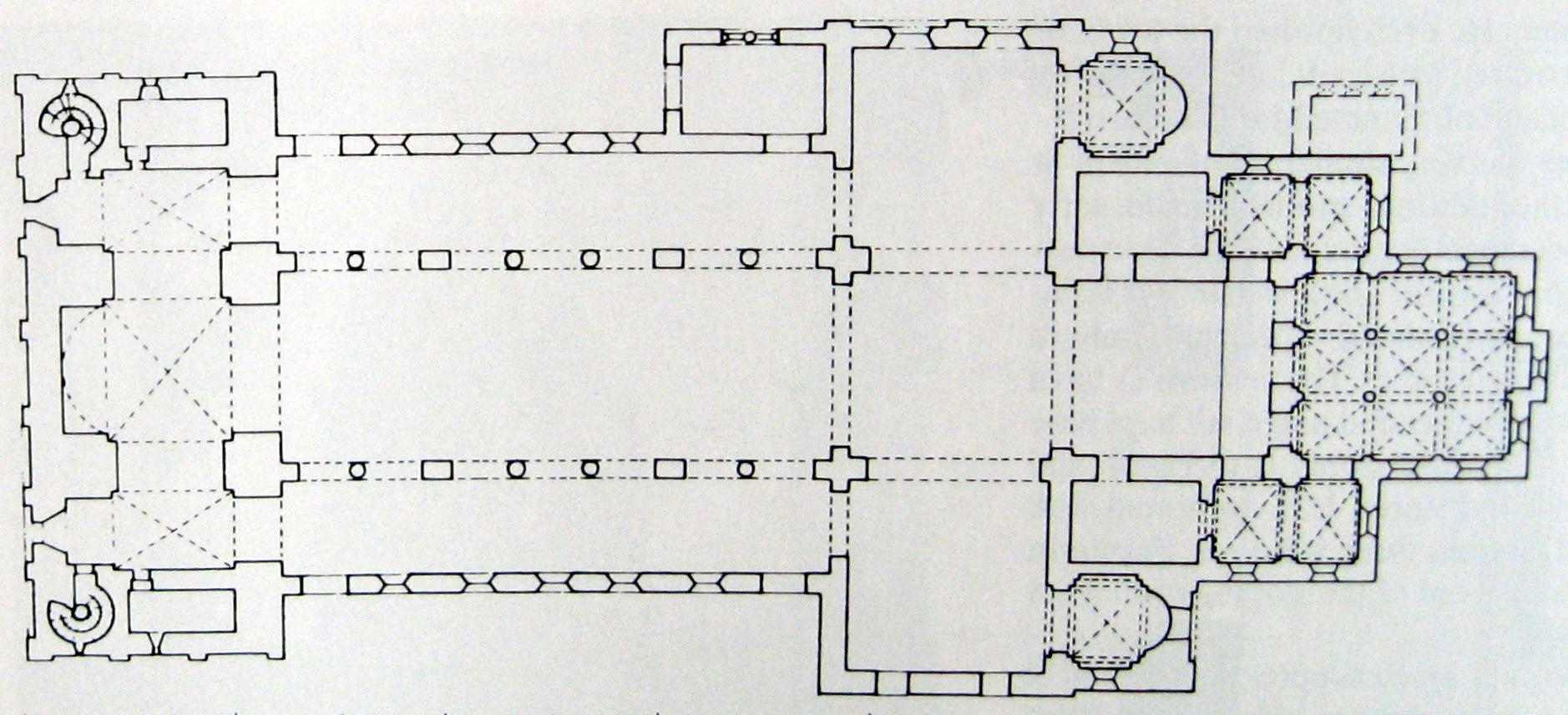
Plan de la collégiale
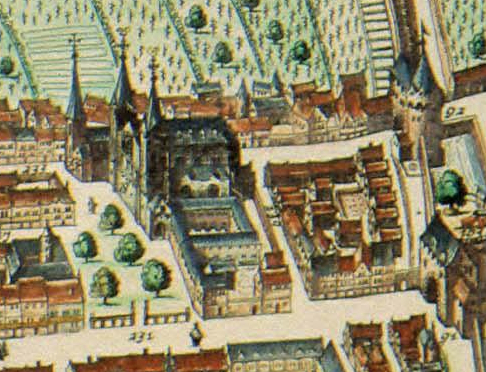
La collégiale et l'église Saint-Thomas au XVIe siècle par Joan Blaeu
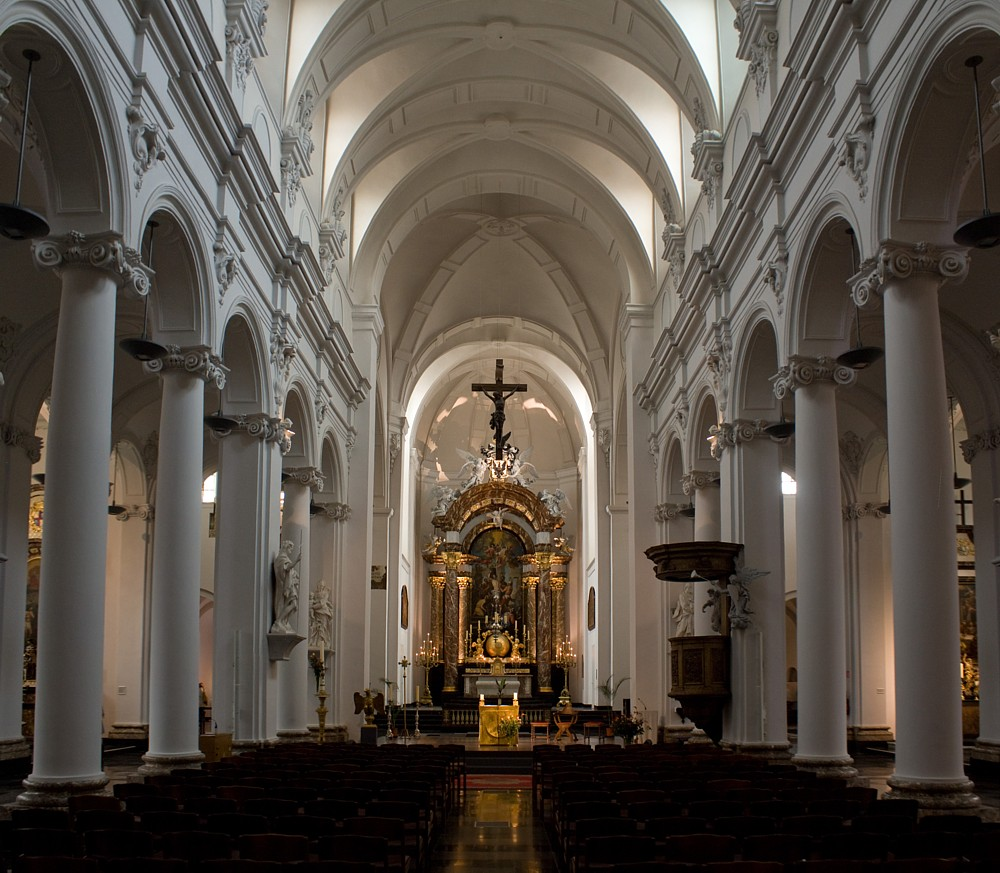
Vaisseau et chœur
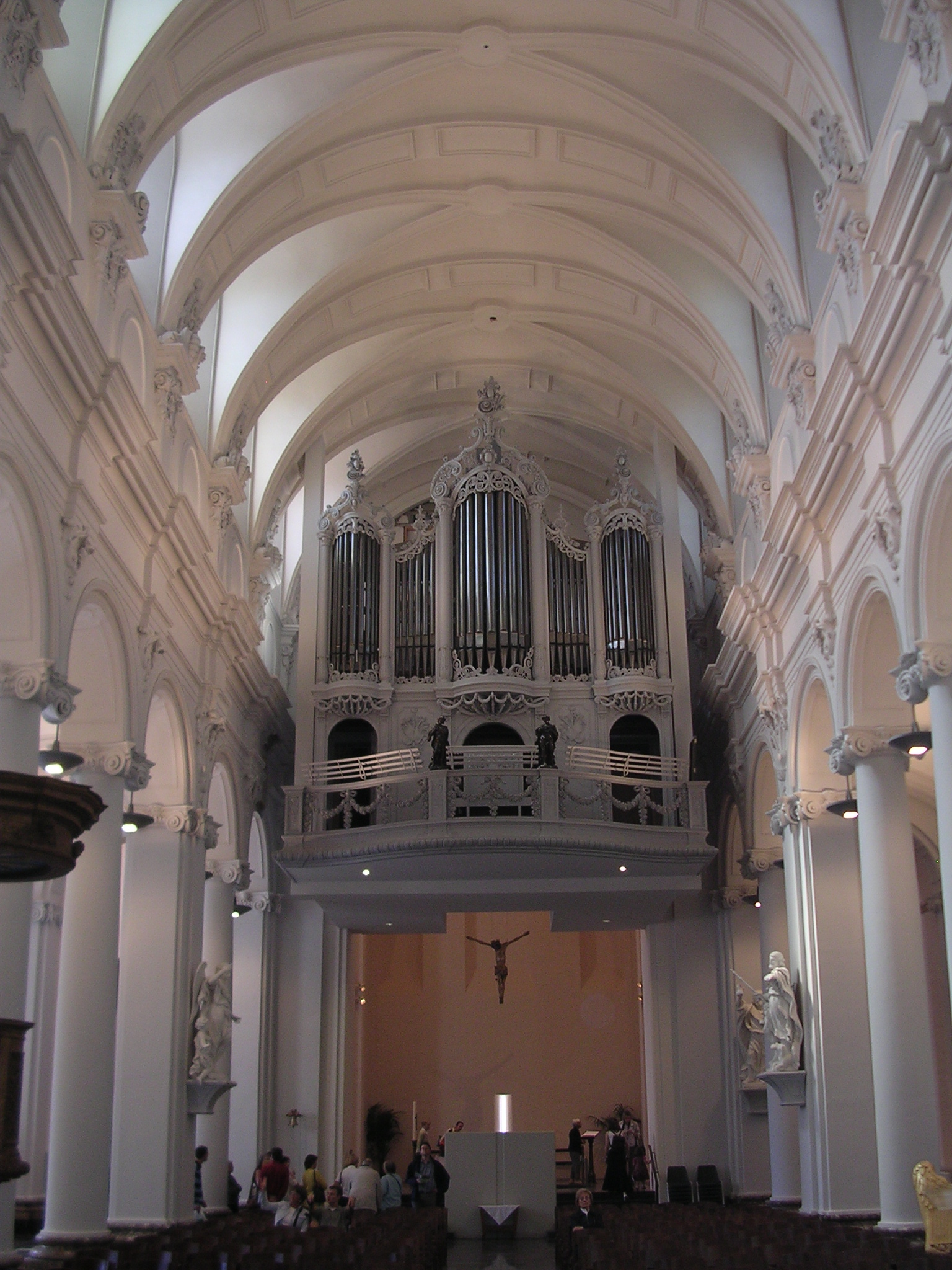
Grandes orgues
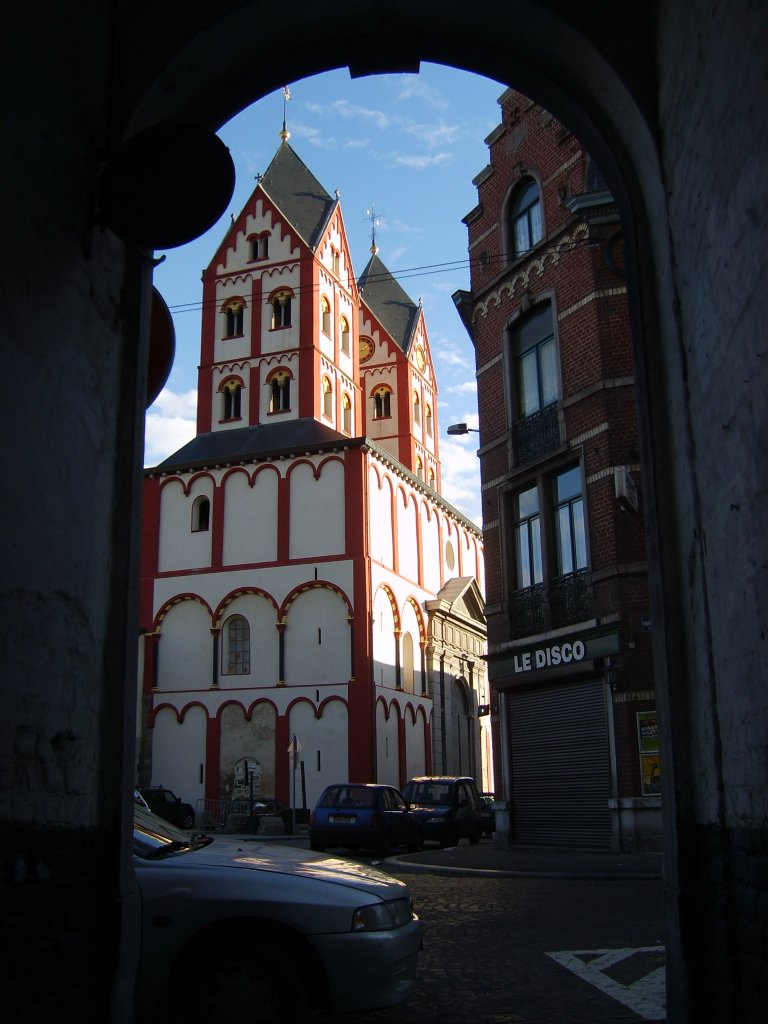
Vue de l'impasse de la vignette, au pied des Coteaux de la Citadelle
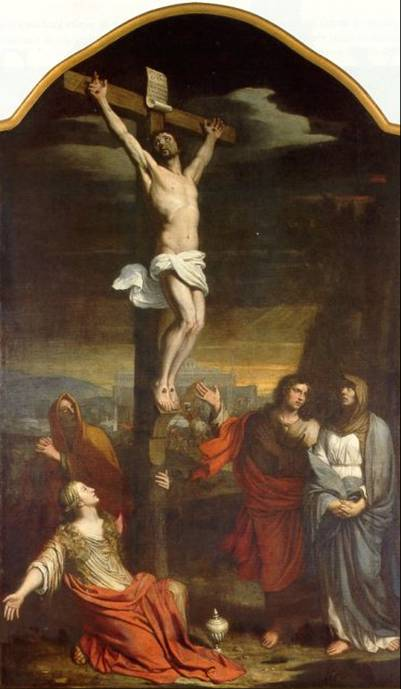
Golgotha, d'Englebert Fisen (1655–1733)
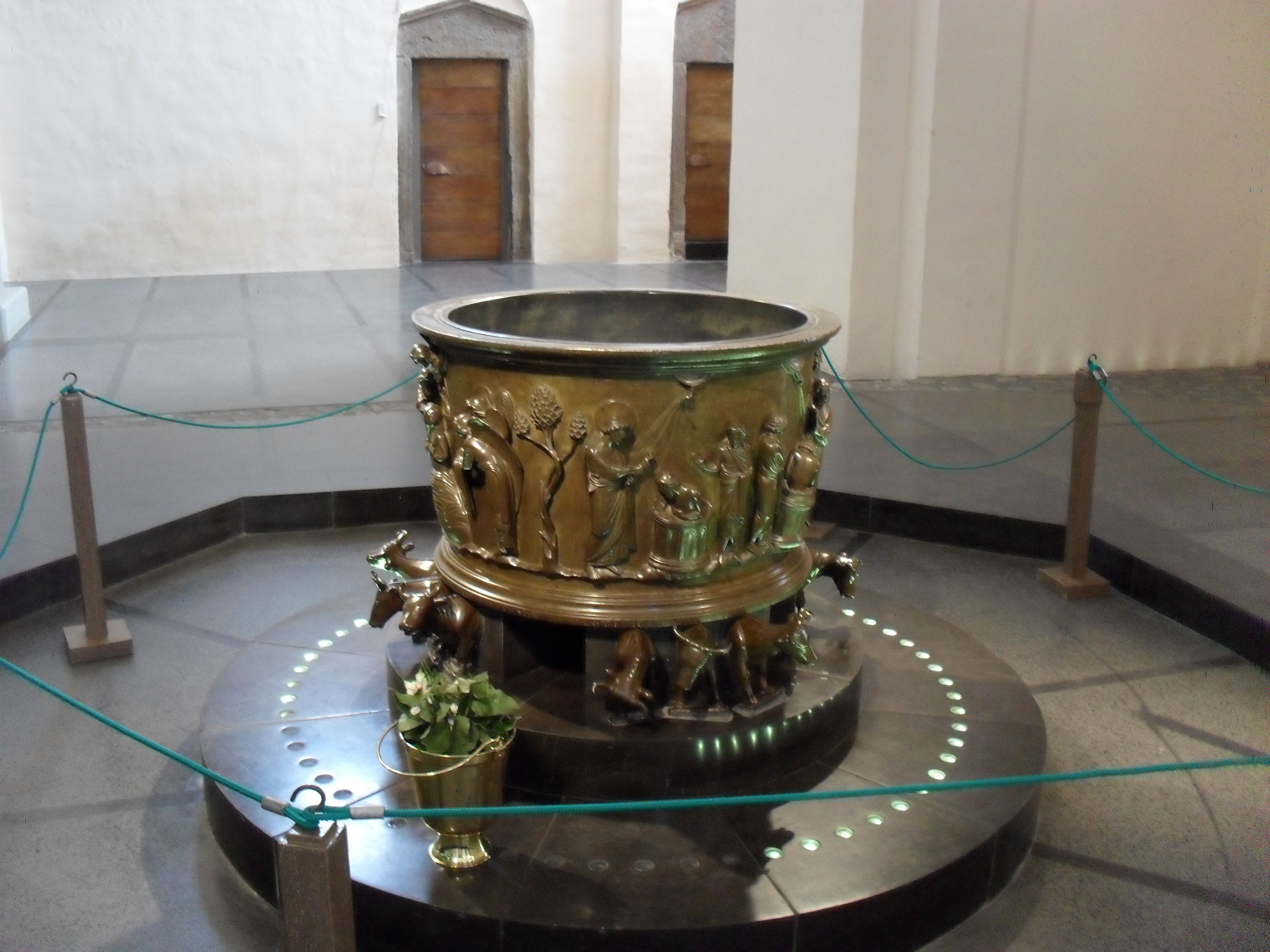
Baptistère de la collégiale
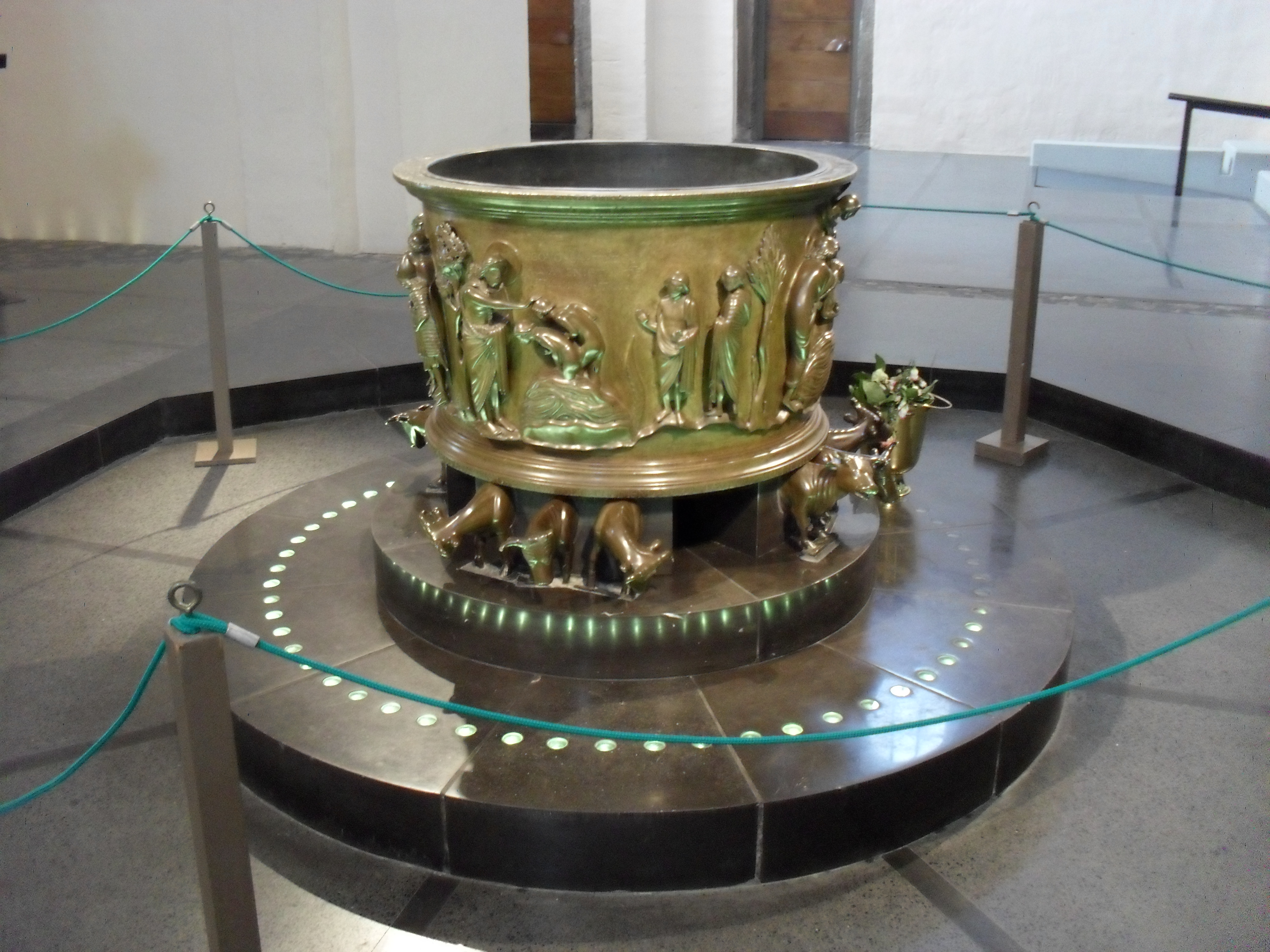
Fonts baptismaux portés par des triades bovines

## Sources fondamentales
- Cartulaire de l'église collégiale de Saint-Barthélemy, Bibliothèque du Grands Séminaire de Liège[12].